# Joel Crawford
Joel Crawford je americký tvůrce storyboardů a režisér, známý především svou prací na několika filmech studia DreamWorks Animation, včetně filmů Croodsovi: Nový věk (2020) a Kocour v botách: Poslední přání (2022).

## Kariéra
V roce 2006 nastoupil do studia DreamWorks Animation, kde pracoval jako kreslíř storyboardů pro filmy Pan Včelka (2007), Shrek: Zvonec a konec (2010) a Legendární parta (2012) a trilogii Kung Fu Panda. V říjnu 2017 se ujal režie filmu Croodsovi: Nový věk (2020) a nahradil Kirka DeMicca a Chrise Sanderse na pozici režiséra. V listopadu 2017 režíroval půlhodinový vánočně laděný spin-off filmu Trollové (2016) s názvem Trollové: Hrátky se svátky. V březnu 2021 nahradil Boba Persichettiho na pozici režiséra filmu Kocour v botách: Poslední přání (2022).

## Filmografie
| Rok  | Název                              | Uváděn jako | Uváděn jako        | Uváděn jako |
| Rok  | Název                              | Režisér     | Tvůrce storyboardů | Herec       |
| ---- | ---------------------------------- | ----------- | ------------------ | ----------- |
| 2007 | Pan Včelka                         | Ne          | Ano                | Ne          |
| 2008 | Kung Fu Panda                      | Ne          | Ano                | Ne          |
| 2010 | Shrek: Zvonec a konec              | Ne          | Ano                | Ne          |
| 2011 | Kung Fu Panda 2                    | Ne          | Ano                | Ne          |
| 2012 | Legendární parta                   | Ne          | Ano                | Ne          |
| 2015 | SpongeBob ve filmu: Houba na suchu | Ne          | Ano                | Ne          |
| 2016 | Kung Fu Panda 3                    | Ne          | Ano                | Ne          |
| 2016 | Trollové                           | Ne          | Ano                | Ne          |
| 2017 | Trollové: Hrátky se svátky         | Ano         | Ne                 | Ne          |
| 2019 | LEGO příběh 2                      | Ne          | Ano                | Ne          |
| 2020 | Croodsovi: Nový věk                | Ano         | Ne                 | Ano         |
| 2022 | Kocour v botách: Poslední přání    | Ano         | Ne                 | Ano         |

## Ocenění
| Rok  | Ocenění                       | Kategorie                                     | Film                            | Výsledek | Reference |
| ---- | ----------------------------- | --------------------------------------------- | ------------------------------- | -------- | --------- |
| 2021 | Zlatý glóbus                  | Nejlepší celovečerní animovaný film           | Croodsovi: Nový věk             | Nominace | [ 7 ]     |
| 2021 | Visual Effects Society Awards | Vynikající vizuální efekty v animovaném filmu | Croodsovi: Nový věk             | Nominace | [ 8 ]     |
| 2023 | Filmová cena Britské akademie | Nejlepší animovaný film                       | Kocour v botách: Poslední přání | Čeká se  | [ 9 ]     |
| 2023 | Oscar                         | Nejlepší celovečerní animovaný film           | Kocour v botách: Poslední přání | Čeká se  | [ 10 ]    |